# Kalī Kalī
Kalī Kalī (persiska: کلی کلی) är en ort i Iran.   Den ligger i provinsen Ilam, i den västra delen av landet, 500 km sydväst om huvudstaden Teheran. Kalī Kalī ligger 1 211 meter över havet och antalet invånare är 524.
Terrängen runt Kalī Kalī är varierad. Runt Kalī Kalī är det ganska glesbefolkat, med 39 invånare per kvadratkilometer. Närmaste större samhälle är Īlām, 14,6 km sydväst om Kalī Kalī. Omgivningarna runt Kalī Kalī är i huvudsak ett öppet busklandskap.